# Державний комітет СРСР з кінематографії
Державний комітет з кінематографії — державний орган СРСР, з 30 червня 2004 року — Російської Федерації («Держкіно»). 

## Історія
Створено постановою Раднаркому від 19 грудня 1922 року, під назвою «Центральне державне кінематографічне підприємство», на базі Всеросійського фотокіновідділу Народного комісаріату просвіти РРФСР (Наркомос РРФСР). 
У 1953 році кіновиробництво стало підвідомча Міністерству культури СРСР. 1963 року був створений Державний комітет при Раді міністрів СРСР у справах кінематографії. У 1976-1991 роках — Комітет з питань кінематографії СРСР.
30 вересня 1992 року, на базі «Державного Комітету СРСР з кінематографії», був створений Комітет Російської Федерації з кінематографії (Роскомкіно).
З 30 червня 2004 року — «Федеральне агентство по культурі та кінематографії» (Роскультура) при Мінкульті. Скасовано 12 травня 2008 року.

## Функції
Державний комітет з кінематографії СРСР керував виробництвом фільмів, а також займався цензурою. 